# Landtagswahl in Niederösterreich 2018
- SPÖ: 13
- GRÜNE: 3
- NEOS: 3
- ÖVP: 29
- FPÖ: 8

- SPÖ: 2
- ÖVP: 6
- FPÖ: 1

- Regierung: 29
- Opposition: 27

Die vorgezogene Landtagswahl in Niederösterreich 2018 fand am 28. Jänner 2018 statt. Die ÖVP konnte bei einem leichten Stimmenverlust ihre absolute Mehrheit an Mandaten verteidigen (mit 29 statt 30 von 56 Mandaten), die SPÖ konnte als zweitstärkste Partei ihre (13) Mandate halten, die FPÖ gewann dazu, die Grünen verloren leicht, die Neos sind erstmals im Landtag vertreten.

## Ausgangslage
Bei der Landtagswahl 2013 konnte die Österreichische Volkspartei (ÖVP) mit ihrem Spitzenkandidaten, dem damaligen Landeshauptmann Erwin Pröll, ihre absolute Mehrheit trotz Verlusten verteidigen. Die Sozialdemokratische Partei Österreichs (SPÖ) fiel mit ihrem Spitzenkandidaten Josef Leitner auf einen historischen Tiefststand. Das erstmals angetretene Team Stronach (FRANK) konnte auf Anhieb drittstärkste Kraft werden. Die Grünen (GRÜNE) mit Madeleine Petrovic legten leicht zu, die Freiheitliche Partei Österreichs (FPÖ) mit Barbara Rosenkranz verlor leicht.
In Folge schloss die ÖVP mit der SPÖ ein Arbeitsübereinkommen, wobei aufgrund des Proporzsystems die ÖVP mit 5 Landesräten, die SPÖ mit 2 Landesräten und das Team Stronach mit einem Landesrat in der Landesregierung vertreten ist. Der FRANK-Landesrat hat seine Partei jedoch bereits verlassen, behält seinen Posten in der Landesregierung jedoch als Unabhängiger.

## Parteien und Spitzenkandidaten
Folgende Parteien traten an:
| Partei                             | Kürzel | Kandidatur                          | Spitzenkandidat      | Funktion                                                                   |
| ---------------------------------- | ------ | ----------------------------------- | -------------------- | -------------------------------------------------------------------------- |
| Volkspartei Niederösterreich       | ÖVP    | landesweit                          | Johanna Mikl-Leitner | Landeshauptfrau von Niederösterreich und Vorsitzende der VPNÖ.             |
| Liste Franz Schnabl – SPÖ          | SPÖ    | landesweit                          | Franz Schnabl        | Landesrat der Landesregierung Mikl-Leitner I und Vorsitzender der SPÖ NÖ   |
| Freiheitliche Partei Österreichs   | FPÖ    | landesweit                          | Udo Landbauer        | Bezirks- und Stadtparteiobmann Wiener Neustadt; Abgeordneter im NÖ-Landtag |
| Die Grünen – Die Grüne Alternative | GRÜNE  | landesweit                          | Helga Krismer        | Abgeordnete zum NÖ-Landtag und Vorsitzende der Grünen NÖ                   |
| NEOS – Das neue Niederösterreich   | NEOS   | landesweit                          | Indra Collini        | Vorsitzende der NEOS NÖ                                                    |
| Wir für Niederösterreich           | WFNOE  | Wahlkreis Baden                     | Robert Marschall     | Obmann von Wir für Niederösterreich; Obmann der Partei EUAUS               |
| Christliche Partei Österreichs     | CPÖ    | Wahlkreise Amstetten, Melk, Mödling | Alfred Kuchar        | Obmann der CPÖ                                                             |

Die im Nationalrat vertretene Liste Peter Pilz trat bei der Landtagswahl, entgegen früheren Spekulationen und Aussagen, nicht an. Die KPÖ kandidierte erstmals seit 1919 nicht mehr bei der Landtagswahl in Niederösterreich.

## Umfragen
Auf die Frage, welche Partei die Niederösterreicher wählen würden, wäre am kommenden Sonntag Landtagswahl, antworteten die Befragten wie folgt (Schwankungsbreite 3–5 %):
| Veröffentlichung | Institut/Auftraggeber          | ÖVP    | SPÖ    | FPÖ   | GRÜNE | NEOS | Sonst. |
| ---------------- | ------------------------------ | ------ | ------ | ----- | ----- | ---- | ------ |
| 21.01.2018       | OGM/Kurier                     | 45 %   | 26 %   | 19 %  | 5 %   | 5 %  | -      |
| 18.01.2018       | Research Affairs/TZ Österreich | 45 %   | 23 %   | 21 %  | 5 %   | 5 %  | 1 %    |
| 15.01.2018       | Peter Hajek/NÖN                | 48 %   | 23 %   | 17 %  | 5 %   | 6 %  | 1 %    |
| 15.01.2018       | Market/DER STANDARD            | 46 %   | 24 %   | 17 %  | 5 %   | 6 %  | 2 %    |
| 12.01.2018       | Unique Research/HEUTE          | 47 %   | 23 %   | 18 %  | 5 %   | 5 %  | 2 %    |
| 05.01.2018       | Research Affairs/TZ Österreich | 45 %   | 22 %   | 21 %  | 4 %   | 5 %  | 3 %    |
| 10.12.2017       | SOZAB                          | 50 %   | 22 %   | 16 %  | 5 %   | 4 %  | 3 %    |
| 18.11.2017       | OGM/Kurier                     | 45 %   | 25 %   | 20 %  | 4 %   | 4 %  | 2 %    |
| 03.03.2013       | Landtagswahl                   | 50,8 % | 21,6 % | 8,2 % | 8,1 % | n.k. | 11,4 % |

## Ergebnis

### Gesamtergebnis

Mehrheiten in den Gemeinden

| Partei            | Ergebnisse 2018 | Ergebnisse 2018 | Ergebnisse 2018 | Ergebnisse 2013 | Ergebnisse 2013 | Ergebnisse 2013 | Differenzen | Differenzen | Differenzen |
| ----------------- | --------------- | --------------- | --------------- | --------------- | --------------- | --------------- | ----------- | ----------- | ----------- |
|                   | Stimmen         | %               | Mand.           | Stimmen         | %               | Mand.           | Stimmen     | %           | Mand.       |
| Wahlberechtigte   | 1.386.356       |                 |                 | 1.404.454       |                 |                 | −18.098     |             |             |
| Stimmen insgesamt | 922.807         | 66,56 %         |                 | 995.273         | 70,87 %         |                 | −72.466     | −4,31 %     |             |
| Ungültig          | 14.468          |                 |                 | 19.527          |                 |                 | −5.059      |             |             |
| Gültig            | 908.339         | 98,43 %         |                 | 975.746         | 98,04 %         |                 | −67.407     | +0,39 %     |             |
| ÖVP               | 450.812         | 49,63 %         | 29              | 495.557         | 50,79 %         | 30              | −44.745     | −1,16 %     | −1          |
| SPÖ               | 217.289         | 23,92 %         | 13              | 210.504         | 21,57 %         | 13              | +6.785      | +2,35 %     | ±0          |
| FPÖ               | 134.085         | 14,76 %         | 8               | 80.122          | 8,21 %          | 4               | +53.963     | +6,55 %     | +4          |
| GRÜNE             | 58.401          | 6,43 %          | 3               | 78.678          | 8,06 %          | 4               | −20.277     | −1,63 %     | −1          |
| NEOS              | 46.801          | 5,15 %          | 3               | n.k.            | n.k.            | n.k.            | +46.801     | +5,15 %     | +3          |
| CPÖ               | 584             | 0,06 %          |                 | 841             | 0,08 %          |                 | −257        | −0,03 %     |             |
| WFNOE             | 367             | 0,04 %          |                 | n.k.            | n.k.            | n.k.            | +367        | +0,04 %     |             |

### Kartografische Darstellung der Wahlergebnisse
Am 2. Februar 2018, einen Tag nach der Verkündung des amtlichen Endergebnisses, gaben die niederösterreichischen Grünen bekannt, eine Wahlanfechtung der Landtagswahl beim Verfassungsgerichtshof (VfGH) zu prüfen. Aufgrund der Neuregelung der Wahlberechtigung für Personen, die einen Zweitwohnsitz in Niederösterreich haben, hätten viele Menschen nicht zur Wahl gehen dürfen, kritisierte Landessprecherin Helga Krismer. Außerdem sei es eine „willkürliche Entscheidung“ der jeweiligen Bürgermeister in den Gemeinden, ob der- oder diejenige zur Wahl zugelassen wird. Am 27. Februar 2018 gab Landessprecherin Krismer bekannt, weiterhin eine Anfechtung der Wahl prüfen zu lassen. Es werde ein erweiterter Landesausschuss darüber beraten und eine Entscheidung treffen. Eine allfällige Wahlanfechtung würde noch während der gültigen Frist – am Donnerstag, 1. März 2018 – eingebracht werden. Der Landesausschuss der Grünen entschied am 28. Februar 2018 die Wahl nicht anzufechten. Allerdings brachte die Liste „Wir für Niederösterreich“ (WFNOE), die nur im Wahlkreis Baden angetreten war, einer Beschwerde beim Verfassungsgerichtshof (VfGH) ein. Diese wurde jedoch am 15. Juni 2018 vom VfGH abgewiesen. NEOS-Landessprecherin Indra Collini meinte am 7. August 2018 in einem Interview mit dem ORF Niederösterreich, sie sei für eine Wahlrechts-Reform noch vor den nächsten anstehenden Landtagswahl in Niederösterreich 2023. Die derzeitige Regelung bezeichnete sie als „Schikane“.

## Vorzugsstimmen
Anders als noch 2013 wurde das Ergebnis der Parteien nicht von den Vorzugsstimmen-Ergebnissen gespiegelt. So erhielt FPÖ-Spitzenkandidat Udo Landbauer mehr Vorzugsstimmen als SPÖ-Spitzenkandidat Franz Schnabl, obwohl dessen SPÖ deutlich vor der FPÖ lag. Die Spitzenkandidatinnen der beiden Kleinparteien, Grüne und NEOS, Helga Krismer, beziehungsweise Indra Collini lagen beide hinter den ÖVP-Landesräten (LH-Stv.) Stephan Pernkopf, Karl Wilfing und Ludwig Schleritzko.
| Platz | Partei | Name                 | Stimmen |
| ----- | ------ | -------------------- | ------- |
| 1.    | ÖVP    | Johanna Mikl-Leitner | 186.133 |
| 2.    | FPÖ    | Udo Landbauer        | 041.461 |
| 3.    | SPÖ    | Franz Schnabl        | 039.950 |
| 4.    | ÖVP    | Stephan Pernkopf     | 018.465 |
| 5.    | ÖVP    | Karl Wilfing         | 07.491  |
| 6.    | ÖVP    | Ludwig Schleritzko   | 07.091  |
| 7.    | GRÜNE  | Helga Krismer-Huber  | 07.079  |
| 8.    | NEOS   | Indra Collini        | 06.959  |
| 9.    | SPÖ    | Karin Renner         | 04.309  |
| 10.   | FPÖ    | Gottfried Waldhäusl  | 04.133  |

## Überschreitung der Wahlkampfkosten-Obergrenze
Im Juni 2020 stellte der Unabhängige Parteien-Transparenz-Senat des Landes fest, dass die ÖVP Niederösterreich die zulässige Wahlkampfkosten-Obergrenze von sechs Millionen Euro um knapp elf Prozent überschritten hatte und verhängte eine Geldbuße in Höhe von 26.000 Euro über die Partei.